# كريس كراوفورد (لاعب كرة سلة مواليد 1975)
كريس كراوفورد (بالإنجليزية: Chris Crawford)‏ مواليد 13 مايو 1975 في كالامازو، هو لاعب كرة سلة أمريكي معتزل. بدأ مسيرته الاحترافية في سنة 1997. تم اختياره من قبل فريق أتلانتا هوكس خلال الدرافت. حمل الرقم 4. يبلغ طوله 6 قدم 9 بوصة (2.1 م). اعتزل اللعب في 2005. أحرز خلال مسيرته في الإن بي إيه 1654 نقطة بمعدل 6.6 نقاط في المباراة الواحدة.

## روابط خارجية
- كريس كراوفورد على موقعبيزبول رفرنس.كوم (الدوري الثانوي) (الإنجليزية)
- كريس كراوفورد على موقع إن بي أي (الإنجليزية)
- كريس كراوفورد على موقع سبورتس رفرنس (الإنجليزية)
- كريس كراوفورد على موقع كرة السلة الأوروبية.كوم (الإنجليزية)
- كريس كراوفورد على موقع إي إس بي إن.كوم (الإنجليزية)
- كريس كراوفورد على موقع كلية كرة السلة في سبورتس رفرنس.كوم (الإنجليزية)
- كريس كراوفورد على موقع ريلجم (الإنجليزية)
- كريس كراوفورد على موقع بروبوليرز (الإنجليزية)